# 伊爾德豐索群島

伊爾德豐索群島是智利的群島，位於該國南部德雷克海峽，行政方面由麥哲倫-智利南極大區負責管轄，由9座島嶼組成，陸地面積約0.2平方公里。
55°44′S 69°26′W / 55.733°S 69.433°W